# شهرستان ترکمن‌باشی
منطقه ترکمن باشی (به ترکمنی: Türkmenbaşy etraby، توٚرکمن‌باشیٛ اطرابیٛ) یک شهرستان در ترکمنستان است که در استان بلخان واقع شده‌است.
شهر مهم ترکمن‌باشی از این شهرستان مجزا بوده و به عنوان «شهر هم‌درجه‌ی شهرستان» (به ترکمنی: etrap hukukly şäheri، اطراپ حوُقوُقلیٛ شأهری) تعیین شده است. مرکز این شهرستان، شهرکی به نام شهرک ترکمن‌باشی (به ترکمنی:‌Türkmenbaşy şäherçesi، تۆرکمن‌باشیٛ شأهرچه‌سی) که در همسایگی شهر ترکمن‌باشی، ولی مجزا از آن، می‌باشد.

## تقسیمات اداری
شهرستان ترکمن‌باشی شامل یک شهر، شش شهرک، و سه شورای روستایی می‌باشد.
- شهرها (şäherler / شأهرلر)
  - قره‌بغاز (Garabogaz / قارابوْغاز)

- شهرک‌ها (şäherçeler / شأهرچه‌لر)
  - آق‌داش (Akdaş / آق‌داش)
    - شامل قاراش‌سیزلیق (Garaşsyzlyk / قاراش‌سیٛزلیٛق)

  - بلک (Belek / بلک)
    - شامل قره‌تنگیر (Garateňňir / قاراتنگّیر)
    - توقفگاه ۱۲۶-ام (126-njy duralga / ۱۲۶-نجیٛ دوُرالغا)
    - توقفگاه ۱۲۹-ام (129-njy duralga / ۱۲۹-نجیٛ دوُرالغا)

  - ترکمن‌باشی
    - شامل حسن (Hasan / حسن)
    - خدای‌بردی (Hudaýberdi / حوُدای‌بردی)
    - سولمن (Sülmen / سوٚلمن)
    - ینگی‌آجی (Ýaňyajy / یانگیٛ‌آجیٛ)

- - قزل‌سو (Gyzylsuw / قیٛزیٛل‌سوُو)
  - قزل‌قایه (Gyzylgaya / قیٛزیٛل‌قایا)
  - قوولی‌مایاق (Guwlymaýak / قوُولیٛ‌مایاق)
    - شامل قیان‌لی (Gyýanly / قیٛیان‌لیٛ)

- شوراهای روستایی (oba geňeşlikleri / اوْبا گنگشلیکلری)
  - آق‌قویی (Akguýy / آق‌قوُییٛ)
    - آق‌قویی (Akguýy / آق‌قوُییٛ)
    - ایبیق (Ybyk / ایٛبیٛق)
    - ایریک‌لی (Irikli / ایریک‌لی)
    - سویلی (Söýli / سؤیلی)
    - قوشه‌اوبه (Goşaoba / قوْشااوْبا)
    - گرجه (Gürje / گوٚرجه)

  - جغل (Çagyl / چاغیٛل)
    - ‌ آولامیش (Awlamyş / آولامیٛش)
    - توور (Tüwer / توٚور)
    - جغل (Çagyl / چاغیٛل)

  - قویمات (Goýmat / قوْیمات)
    - قره‌آیمان (Garaaýman / قاراآیمان)
    - قویمات (Goýmat / قوْیمات)
    - گوک‌دره (Gökdere / گؤک‌دره)